# Leon Sulimierski

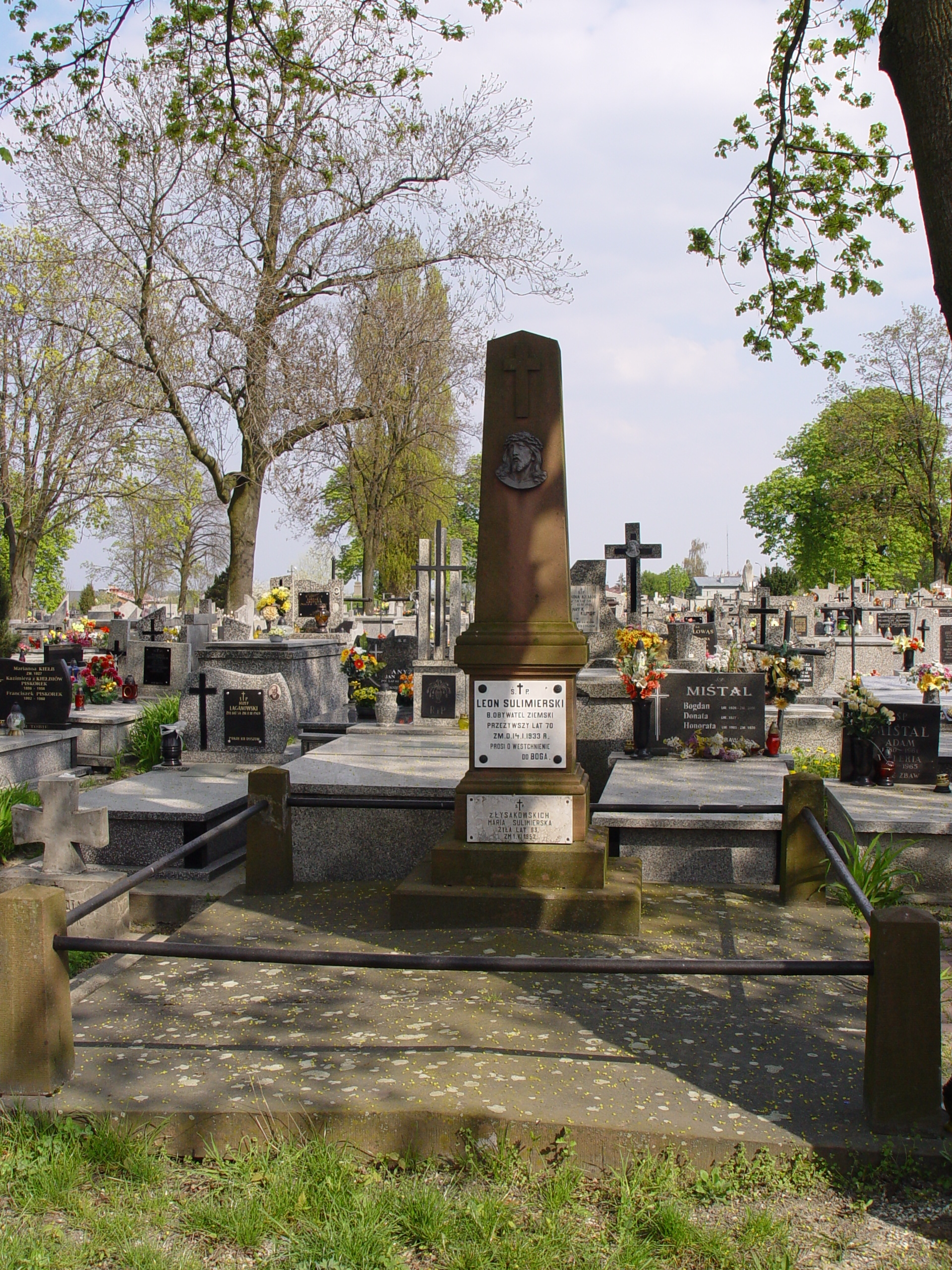
Grób Leona Sulimierskiego, cmentarz parafialny w Busku-Zdroju

Leon Sulimierski (ur. 1863 r., zm. 14 stycznia 1933 r.) – zamożny obywatel ziemski, właściciel m.in. Balic. Na początku I wojny światowej odkupił od pierwszego właściciela, doktora Wasyla Wasylewicza Jakobsa, Rosjanina, lekarza uzdrowiska Busko, niedokończony budynek pensjonatu opodal parku zdrojowego – dzisiejszą willę Dersław przy alei Mickiewicza. Wykończył obiekt i wkrótce uruchomił w nim pensjonat z 19 pokojami. 13 maja 1915 r. Leon Sulimierski gościł w pensjonacie powtórnie wkraczających do Buska po ofensywie nad Nidą, dowódcę wojsk austriackich gen. Stanisława Szeptyckiego i jego sztab.
Grób Leona Sulimierskiego i jego żony Marii z Łysakowskich Sulimierskiej znajduje się na buskim cmentarzu parafialnym.